# Hunterieae
Hunterieae es una tribu de la subfamilia Rauvolfioideae perteneciente a la familia Apocynaceae. Comprende 3 géneros.

## Géneros
Hunteria - Picralima - Pleiocarpa